# Judith van Twickelo

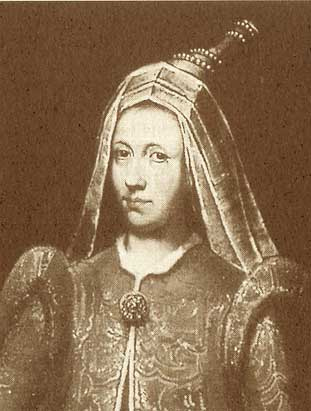
Portret van Judith van Twickelo

Judith (Jutte) van Twickelo, erfvrouwe van Weldam (circa 1510 - 23 november 1554) was een Twents edelvrouwe uit die tak van het geslacht Van Twickelo dat op Twickel woonde. Ze was de oudste dochter van Johan III "de rijke" van Twickelo, heer van Twickel en van Jutte Sticke, vrouwe van Weldam. In 1531 trouwde ze met Unico Ripperda, heer van Boxbergen, Oosterwijtwert, Dijkhuizen, Holwierde en Uitwierde, een telg uit het geslacht Ripperda. Hij werd drost van Salland.
Uit het huwelijk zijn de volgende kinderen bekend:
- Eggerik Ripperda, heer van Boxbergen en Weldam, drost van Salland
- Johan Ripperda (ovl. 1591), heer van Weldam, trouwde Anna van Viermundt
- Adriaan Ripperda
- Herman Ripperda (ovl. 1623), heer van Boekelo en, na het overlijden van Eggerik, van Boxbergen. Gehuwd met Margaretha van Heyden.
- Elisabeth (Adriana) Ripperda, kanunnikes te Ter Hunnepe
- Otto Ripperda
- Aleid Ripperda
- Hillania Ripperda
- Judith Ripperda
- Balthasar Ripperda, heer van Oosterwijtwert en Dijkhuizen
- Johan Valck Ripperda

Judith van Twickelo ligt met haar man begraven in de kerk van Wesepe. Willem-Alexander van Oranje Nassau is een afstammeling van het paar.